# The Bitter Pill
The Bitter Pill è un singolo del gruppo musicale statunitense Warrant, il secondo estratto dal loro terzo album in studio Dog Eat Dog nel 1992.

## Il brano
La canzone presenta un interludio operistico in tedesco del "Moron Fish & Tackle Choir", un coro improvvisato di guardie del corpo, ingegneri, bidelli e altre persone disponibili nei pressi dello studio di registrazione.

## Video musicale
Per The Bitter Pill sono stati realizzati due diversi videoclip: uno con la versione originale contenuta nell'album, che mostra l'intera band, e un altro con la versione acustica, dove appare unicamente Jani Lane.

## Tracce
1. The Bitter Pill – 4:04
2. Quicksand – 3:58
3. The Bitter Pill (acoustic version) – 3:36